# Martha Huber-Villiger
Martha Huber-Villiger (* 1926 in Wettingen; † 2017 in Zürich) war eine Schweizer Innenarchitektin und Designerin.

## Leben und Werk
Martha Huber-Villiger absolvierte von 1943 bis 1946 eine Lehre als Tapezierer-Näherin in Zürich. Anschliessend besuchte sie bis 1948 die Fachklasse Innenausbau bei Wilhelm Kienzle an der Kunstgewerbeschule Zürich. Als diplomierte Innenarchitektin arbeitete sie bis 1951 für das Architekturbüro Haefeli Moser Steiger in Zürich. Danach arbeitete sie bis 1951 in Paris für den Architekten und Stadtplaner Eugène Beaudouin. 1952 ging ihr Traum in Erfüllung, als sie als erste und einzige Angestellte im Pariser Atelier von Charlotte Perriand arbeiten konnte.
Martha Huber-Villiger entwickelten mit Jean Prouvé die seriell herstellbaren und individuell kombinierbaren Möbeltypen Equipment d’habitation. Als Perriand 1953 nach Tokio übersiedelte, übernahm sie die Stellvertretung im Pariser Atelier, um Ende September Perriand nachzureisen. Der zehnmonatige Aufenthalt prägte ihr weiteres Schaffen nachhaltig. 2013 erschien ihr Buch Mein Tokio.
Martha Huber-Villiger heiratete 1954 den Architekten Benedikt Huber. Im gleichen Jahr gründete das Ehepaar ein Architekturbüro in Zürich. Das Büro war durch eine Vielzahl von Kirchenbauten der reformierten Kirche und durch soziale Einrichtungen in der ganzen Deutschschweiz und in Deutschland hervorgetreten. Martha Huber-Villiger war jeweils für die Innenraum- und Möbelgestaltung zuständig. Drei ihrer gemeinsamen Bauten wurden ausgezeichnet, nannten aber lediglich Benedikt Huber als Architekten.
Martha Huber-Villiger war ab 1958 Mitglied des Schweizerischen Werkbunds (SWB) und beteiligte sich im gleichen Jahr an der Schweizerischen Ausstellung für Frauenarbeit (SAFFA). Von 1960 bis 1963 schuf sie die Möbelentwürfe für die Villa Vannotti in Muzzano. Der Auftraggeber war Franco Vannotti (1910–1995), Ingenieur-Chemiker, Unternehmer und Sammler klassischer chinesischer Kunst sowie moderner Tuschemalerei.
Als Benedikt Huber 1973 seine Professur an der ETH Zürich antrat, übernahm sie bis 1982 die Leitung des Architekturbüros. Von 1974 bis 1977 entwarf Martha Huber-Villiger die Sitzbänke für die Fussgängerpromenade Schanzengraben in Zürich. Ihr letztes Projekt, die Bibliothek im Kunsthaus Aarau, verwirklichte sie 2003 gemeinsam mit ihrem Sohn Thomas Huber.